# Phellinus linteus
Phellinus linteus (em japonês "meshimakobu", chinês "song gen", coreano "sanghwang", inglês "Mesima", inglês americano "black hoof mushroom", "cogumelo casco preto") é uma espécie de cogumelo pertencente à classificação Basidiomycota. Tem a forma de um casco, tem um sabor amargo e, na natureza, cresce em árvores amoreiras. A cor do estipe varia de marrom escuro a preto.  Na medicina tradicional coreana, o cogumelo é consumido na forma de chá quente. Foi descrito pela primeira vez por Miles Joseph Berkeley e Moses Ashley Curtis, e recebeu o nome exato de Shu Chün Teng em 1963. Phellinus linteus pertence ao gênero Phellinus da família Hymenochaetaceae.